# Pacyfik z San Severino
Pacyfik z San Severino, wł. San Pacifico da Sanseverino Marche, właśc. Carlo Antonio Divini (ur. 1 marca 1653 w San Severino w Marche, zm. 24 września 1721 tamże) – włoski franciszkanin obediencji reformackiej, kapłan, święty Kościoła katolickiego.
Urodził się jako syn Antonia M. Diviniego i Mariangeli Bruni. Jego rodzice zmarli wkrótce po jego bierzmowaniu, gdy miał trzy lata. Od tego czasu żył z wujem. Doznał wielu niewygód, dopóki w grudniu 1670 roku, nie wdział habitu franciszkanów w Zakonie Obserwantów w Forano, w Ankonie (stolica regionu Marche. Pacyfik otrzymawszy święcenia 4 czerwca 1678, następnie zostając lektorem (lub profesorem) filozofii w latach 1680–1683 dla młodszych członków zakonu, po których przez pięć lub sześć, pracował jako katolicki misjonarz wśród ludności, otaczającego go regionu. Został na 29 lat kaleką, będąc głuchy i ślepy. Niezdolny uczestniczyć w misjach, prowadził spokojne życie i kontemplował je. Powiedział kiedyś, że jego choroba jest związana z anielską cierpliwością. Uczynił kilka cudów będąc zaaprobowany przez Boga w objawieniach. Chociaż był stale okaleczony, w latach 1692-93 zajmował stanowisko gwardiana w klasztorze Maria delle Grazie w San Severino, gdzie później zmarł.

## Kult
Jego proces beatyfikacyjny został rozpoczęty w 1740 roku. Beatyfikował go papież Pius VI 4 sierpnia 1786. Uroczyście kanonizowany został przez Grzegorza XVI 26 maja 1839.
Do Martyrologium Rzymskiego został wpisany pod dniem 25 września. Obecnie jego wspomnienie liturgiczne obchodzone jest w dzienną pamiątkę śmierci.